# Abbiategrasso
Abbiategrasso és un municipi italià, situat a la regió de la Llombardia i a la ciutat metropolitana de Milà. L'any 2006 tenia 30.120 habitants.

## Història
Els primers assentaments de la zona són celtes, del segle i aC, però el municipi rep el seu nom de la gens romana Abia i de la «vall grassa» on està situat. A l'època antiga va destacar pel seu conreu d'oli i vi, mantinguts després de la invasió llombarda. El 1277 va passar a formar part del Ducat de Milà i posteriorment va ser ocupat pels espanyols, els quals van enderrocar el castell i part de la muralla. A l'Edat Moderna va passar a domini austríac (1707), fins a la seva integració al Regne d'Itàlia (1859). Va adquirir categoria de ciutat el 1932 pel creixement de la població, degut en gran part a la millora del transport per ferrocarril.